# Малый Сютик
Малый Сюти́к — деревня в Орджоникидзевском районе Республики Хакасия России.
Находится в пойме реки Белый Июс.
Число хозяйств — 74, население — 241 человек (01.01.2004).
Деревня образована в начале XX века как переселенческий пункт. До Октябрьской революции 1917 состояла из 56 хозяйств, проживало 300 чел. В 1960-х деревня была отделением совхоза «Орджоникидзевский», ныне АОЗТ «Орджоникидзевское».

## Население
| 2002 | 2010 |
| ---- | ---- |
| 238  | ↘135 |